# Plaça Màlaga (Sants)
La plaça Màlaga és el nom popular amb que es coneix la plaça de Bonet i Moixí de Sants. En èpoques més antigues, aquest lloc també rebia el nom de plaça de l'Església. Es troba entre el carrer de Sants, el carrer d'Olzinelles i la plaça d'Ibèria.

## Història de la plaça
El barri de Sants té un passat obrer i entre finals del segle xix i inicis del segle xx aquesta plaça va ser l'escenari de moltes accions i atemptats obrers. En aquells anys d'inestabilitat social la plaça encara va rebre un altre nom més: la Plaça de les Bombes.
A la plaça hi havia, des de l'any 1827, una església d'estil neoclàssic que rebia el nom de Santa Maria de Sants. Aquest edifici va ser objecte d'atacs i intents de crema en una bona part de les insurreccions ocorregudes a Barcelona. Hi ha constància que l'edifici es va intentar cremar durant la Setmana Tràgica (1909), durant els Fets d'Octubre del 1934 i al febrer del 1936. Però en cap d'aquests intents es va arribar a danyar l'estructura i continuava en peus. L'atac que va comportar la destrucció d'aquest edifici va succeir al juliol del 1936. El 19 de juliol de 1936 a Barcelona el gruix de l'exèrcit es va aixecar contra la República, però els militars van ser derrotats, en gran part per milicians anarquistes. Vençut el feixisme a Barcelona va esclatar la revolució, un moment en què es van donar persecucions i venjances per motius ideològics. La plaça de l'església, llavors anomenada Màlaga, va viure forts enfrontaments. Finalment grups de milicians van cremar l'església, així com la casa d'uns dels principals terratinents del barri (la casa Santomà) i també es va assaltar l'escola dels Maristes. Puig i Moliner, qui era mossèn de la parròquia, acabaria sent detingut i el 15 de setembre fou assassinat per un escamot de la FAI al Cementiri de Montcada.
Un altre element històric important d'aquesta plaça és el que es coneix com a Refugi 819. Es tracta de les restes subterrànies d'un refugi antiaeri que els mateixos veïns de Sants van construir durant la Guerra Civil Espanyola. Des de l'any 2019 hi ha tensions en el mateix barri pel futur d'aquest jaciment històric, ja que en un primer moment es van iniciar les obres per construir un aparcament.

## La plaça en l'actualitat
Actualment, a la Plaça Màlaga hi continua existint l'edifici de Santa Maria de Sants, però es tracta d'una reconstrucció que es va iniciar l'any 1940 i es va acabar 12 anys després.
Aquesta plaça acull un gran nombre d'esdeveniments culturals i artístics del barri: l'actuació dels Castellers de Sants, actes reivindicatius, el Correllengua, mercat de productes artesanals, la benedicció del dia de Rams, activitats durant les festes del barri i d'altres.